# Edward Dereń
Edward Dereń (ur. 27 czerwca 1939 w Chodaczkowie Wielkim) – polski nauczyciel, działacz społeczny i polityk, poseł na Sejm PRL IX kadencji.

## Życiorys

### Dzieciństwo i edukacja
Urodził się w Chodaczkowie Wielkim, w powiecie tarnopolskim. Syn Karola i Katarzyny. Po zakończeniu II wojny światowej został wraz z rodzicami osiedlony w Starej Łomnicy w powiecie bystrzyckim. Ojciec był działaczem ruchu spółdzielczego i ruchu ludowego z okresu międzywojennego. W 1953 Edward Dereń rozpoczął naukę w Liceum Ogólnokształcącym. W listopadzie 1955 (obchody rewolucji październikowej) został zawieszony w prawach ucznia za rozbicie szkła i zniszczenie portretu Ministra Obrony Narodowej Rokosowskiego oraz za rozpowszechnianie ulotek. Od 2 stycznia 1956 został zatrudniony w Rejonie Eksploatacji Dróg Publicznych w Kłodzku, gdzie pracował do końca lipca 1956 w charakterze pracownika fizycznego w kamieniołomach.
Po wydarzeniach poznańskiego czerwca ’56 – od września kontynuował naukę w Liceum Pedagogicznym w Kłodzku, które ukończył w 1959. W szkole zakładał harcerstwo. W powiecie bystrzyckim organizował koła Związku Młodzieży Wiejskiej i ruch amatorsko-artystyczny, a także organizował punkty biblioteczne na wsi.
W systemie zaocznym ukończył Studium Nauczycielskie we Wrocławiu i Wydział Prawa i Administracji na Uniwersytecie Wrocławskim, uzyskując w 1975 tytuł magistra oraz dwuletnie studia podyplomowe z ekonomiki przemysłu w Szkole Głównej Planowania i Statystyki w Warszawie. W 1994 ukończył studia podyplomowe w Szkole Finansów i Zarządzania we Wrocławiu. W 2008 ukończył Studium Prawa Europejskiego w Instytucie Europejskim w Warszawie.

### Praca zawodowa
Pracę zawodową rozpoczął w szkolnictwie w 1959. Pracował kolejno jako kierownik szkoły w Szklarni k/Międzylesia, Paszkowie i Bystrzycy Kłodzkiej. Od 1969 podjął pracę w ZSL, pracując również na pół etatu w szkolnictwie zawodowym. Do 1975 jako sekretarz PK ZSL w Bystrzycy Kłodzkiej, a od 1975 do 1989 jako prezes Wojewódzkiego Komitetu ZSL w Wałbrzychu. W czwartym kwartale 1989 został wybrany na pierwszego przewodniczącego Zarządu Wojewódzkiego PSL w Wałbrzychu. W latach 1990–1994 pracował w handlu i bankowości. W 1994 w wyniku wygranego konkursu został prezesem zarządu, dyrektorem naczelnym Zakładu Przetwórstwa Nasion Oleistych w Burkatowie. Po 10 latach pracy w zakładzie przeszedł na emeryturę.

### Działalność społeczna i polityczna
Działał w ruchu młodzieżowym w latach 1956–1965 (ZHP, ZMW, LZS). W 1965 wstąpił do Zjednoczonego Stronnictwa Ludowego, a od 1989 jest członkiem Polskiego Stronnictwa Ludowego (do 1990 PSL „Odrodzenie”). Działał w Narodowym Funduszu Ochrony Zdrowia, Polskim Czerwonym Krzyżu, samorządzie gospodarczym. Był radnym szczebla powiatowego i wojewódzkiego. Pełnił funkcję wiceprzewodniczącego Rady Wojewódzkiej Patriotycznego Ruchu Odrodzenia Narodowego.
Był posłem na Sejm PRL IX kadencji. Był wiceprzewodniczącym Wojewódzkiego Zespołu Poselskiego. Uczestniczył w pracach zespołu roboczego – składającego się z posłów, przedstawicieli opozycji oraz hierarchii kościelnych różnych wyznań – pracującego nad projektami zmian ustrojowych oraz Konstytucji w 1989. Był członkiem Komisji Sejmowych: Prac Ustawodawczych, Komisji Nadzwyczajnej do rozpatrzenia projektów ustaw zmieniających przepisy dotyczące rad narodowych i samorządu terytorialnego, Komisji Nadzwyczajnej do rozpatrzenia projektu ustawy o zmianie Konstytucji Polski Rzeczypospolitej Ludowej, Komisji Nadzwyczajnej do rozpatrzenia projektów ustaw o stosunku Państwa do Kościoła katolickiego, o gwarancjach wolności sumienia i wyznania oraz o ubezpieczeniu społecznym duchownych oraz licznych sejmowych podkomisji.
W październiku 2007 został wybrany przez Radę Miejską w Świebodzicach na ławnika Sądu Okręgowego w Świdnicy na kadencję 2008–2011. W grudniu 2007 wybrany został na przewodniczącego Okręgowej Rady Ławniczej.
W 2015 powołał Forum Inicjatyw Edukacyjnych i Obywatelskich, zostając jego prezesem.

## Publikacje
- Nowy system kształcenia nauczycieli. Profesjonalny nauczyciel. Kreatywny uczeń. Innowacyjna szkoła. Forum Inicjatyw Edukacyjnych i Obywatelskich, Wałbrzych 2020, ss. 274, ISBN 978-83-930866-4-1
- Nowy paradygmat w kształceniu i doskonaleniu nauczycieli. Forum Inicjatyw Edukacyjnych i Obywatelskich, Wałbrzych 2014, ss. 293, ISBN 978-83-930866-1-0
- Kształcenie nauczycieli w Polsce w seminariach nauczycielskich i liceach pedagogicznych (1918–1970). Wydawnictwo Naukowe GWSP, Mysłowice 2010, ss. 350, ISBN 978-83-89032-42-3
- Edukacja nauczycieli szkół podstawowych na Dolnym Śląsku w latach 1945–70. Wydawnictwo Naukowe DSW. Wrocław 2010, ss. 345, ISBN 978-83-62302-19-2
- Liceum Pedagogiczne im. Tadeusza Kościuszki w Kłodzku 1946–1970. Szkic monografii szkoły. Poldruk, Wałbrzych 2008, ss. 178

## Odznaczenia
Odznaczony: Krzyżem Oficerskim Orderu Odrodzenia Polski 10 maja 1989 i Krzyżem Kawalerskim Orderu Odrodzenia Polski 11 lipca 1984 oraz Złotym Krzyżem Zasługi 6 lipca 1979 i Brązowym Krzyżem Zasługi 16 sierpnia 1971, a także innymi odznaczeniami państwowymi i regionalnymi.

## Życie prywatne
Ma żonę Halinę oraz syna.